# Girnitz (Fluss)
Die Girnitz ist ein mit ihrem längsten Oberlauf etwa 13 km langer kleiner Fluss im Oberpfälzer Landkreis Neustadt an der Waldnaab in Bayern. Nach meist westlichem bis nordwestlichem Lauf mündet sie gegenüber von Störnstein in die untere Floß.

## Geographie

### Verlauf
Die Girnitz entspringt etwa einen Kilometer südlich des Dorfes Haupertsreuth zwischen dem Heidecker Weiher im Nordosten und einem weiteren Weiher bei Höfen im Südwesten. Letzterer entwässert in eine andere Richtung, neben einem Acker und einer Wiese auf etwa 530 m ü. NHN. Dort beginnt ein unscheinbarer, anfangs nordwärts verlaufender Graben, der nach weniger als 200 Metern den Abfluss des etwa 3,2 ha großen Heidecker Weihers von rechts aufnimmt und nach etwa 300 Metern von derselben Seite durch den dort 2,9 km langen Herrnbach verstärkt wird, der nach dem Verhältnis der Längen bis dorthin, der Teileinzugsgebiete und der Quellhöhen der eigentliche hydrologische Oberlauf der Girnitz ist. Dort wendet sich die Girnitz halb in die Zuflussrichtung des Herrnbachs nach Nordwesten.
Nachdem sie das auf dem rechten Hang stehende Haupertsreuth passiert hat, wird sie von der St 2181 Grafenreuth–Kühbach gequert. Sie passiert einen etwas entfernt vom linken Ufer liegenden Hangwald und wendet sich dann südlich von Kühbach auf westsüdwestlichen Lauf, wird dabei von der NEW 20  gekreuzt, danach läuft von links das Forstwasser aus einem Seitentälchen zu. Gegenüber dem Weiler Pauschendorf am rechten Ufer mündet der Lenzbach, ihr Zufluss mit dem größten Einzugsgebiet, und sie wendet sich wieder nach Nordwesten. In einem waldreichen Talabschnitt liegt das Naturschutzgebiet Doost, in dem der Paintbach von rechts zuläuft, am Ende des Schutzgebietes fließt die Girnitz nach einem weiteren rechten Zufluss kurz westwärts bis zum Eintritt des aus Südosten kommenden Elzenbachs in dessen Tal, der mit 3,5 km ihr längster Zufluss ist und zuletzt im dort abgezweigten Mühlbach der Fichtlmühle der Gemeinde Theisseil links von der nordwestwärts laufenden Girnitz parallel läuft und erst nach der Mühle mündet.
Ab dort ist die Girnitz Gemeindegrenze zwischen Floß rechts und Theisseil links, ehe sie gut einen Kilometer abwärts in das Gemeindegebiet von Störnstein eintritt. Im letzten, über 70 Meter gegenüber den Berghöhen rechts und links eingetieftem Talabschnitt erreicht sie gegenüber von Störnstein den Unterlauf der Floß, in die sie auf 414 m ü. NHN von links einmündet.
Die Girnitz mündet nach 10,3 km langem Lauf mit mittlerem Sohlgefälle von etwa 11 ‰ rund 116 Höhenmeter unterhalb ihrer eigenen Quelle. Mit dem Herrnbach als Oberlauf hat sie einen 13,0 km langen Lauf mit mittlerem Sohlgefälle von etwa 16 ‰ und mündet etwa 203 Höhenmeter unterhalb von dessen Quelle.

### Einzugsgebiet
Das Einzugsgebiet der Girnitz im Oberpfälzer Wald ist 28,1 km groß. Sein höchster Punkt auf etwas über 670 m ü. NHN liegt auf dem Westhang des auf dem Gipfel des Frankersbühls mit 685 m ü. NHN am Ostrand wenig nordöstlich der Herrnbach-Quelle bei Wampenhof.
Die Einzugsgebiete der folgenden Nachbargewässer grenzen an:
- Im Osten liegt unweit der Herrnbachquelle das Quellgebiet der Luhe, ein die Girnitz nach Länge wie Einzugsgebiet deutlich übertreffender Zufluss der Naab;
- im Süden sammeln rechte Zuflüsse der Luhe, insbesondere der Sandbach und dessen rechter Zufluss Schammesriether Bach sowie der Gleitsbach den Abfluss zur anderen Seite;
- die südwestliche Wasserscheide verläuft gegen die Waldnaab, der von dieser her kurze Zuflüsse zulaufen;
- im Norden fließt, meist wenig von der Wasserscheide entfernt, die aufnehmende Floß westwärts in Richtung Waldnaab, in die auf diesem Abschnitt gegenüber der Girnitz unbedeutende Zuflüsse münden.

### Zuflüsse und Seen
Liste der Zuflüsse und  Seen von der Quelle zur Mündung. Mit Gewässerlänge, Seefläche und Einzugsgebiet und Höhe. Andere Quellen für die Angaben sind vermerkt.
Auswahl.
- Nimmt gleich nach dem Ursprung von rechts und Osten den Abfluss des Heidecker Weihers auf, etwa 3,2 ha.
- Herrnbach, von rechts und Osten auf 527 m ü. NHN[BA 1] etwa 0,3 km nach dem Girnitz-Ursprung, 2,9 km und 3,1 km². Ist wegen deutlich größerer Länge wie auch deutlich größeren Teileinzugsgebiets im Vergleich zum Anfangsstück der Girnitz deren hydrologischer Oberlauf, die mit ihm als Oberlauf eine Länge von 13,0 km erreicht. Entspringt auf etwa 617 m ü. NHN bei Waldthurn-Wampenhof ⊙.
- Forstwasser, von links und Südosten auf etwa 489 m ü. NHN vor Floß-Bergnetsreuthmühle, ca. 1,4 km[BA 5] und ca. 1,2 km².[BA 6]
- Lenzbach, von links und Südosten auf 479 m ü. NHN[BA 1] gegenüber Floß-Pauschendorf, 3,0 km und 5,1 km².
- Paintbach, von rechts und Ostnordosten auf etwa 464 m ü. NHN nahe Floß-Ritzlersreuth, 1,6 km und 1,7 km².
- Elzenbach, von links und Südosten auf etwa 429 m ü. NHN kurz nach Theisseil-Fichtlmühle, 3,5 km (einschließlich der letzten ca. 0,7 km[BA 5] im von der Girnitz abgezweigten Mühlbach der Fichtlmühle) und 3,6 km².

### Orte
Orte am Lauf mit ihren Zugehörigkeiten. Nur die Namen tiefster Schachtelungsstufe bezeichnen Siedlungsanrainer.
Markt Floß
- Bergnetsreuthmühle (Wohnplatz von Bergnetsreuth, links)
- Pauschendorf (Weiler, rechts)
- Wilkershof (Einöde, linker Hang)
- Gollwitzerhof (Einöde, rechter Oberhang)

Gemeinde Theisseil
- Fichtlmühle (Einöde, links)

Markt Floß
- Diepoltsreuth (Weiler, rechter Oberhang)

Gemeinde Theisseil
- Wiedenhof (Einöde, linker Oberhang)

Gemeinde Störnstein
- (keine Besiedlung am Lauf)

### BayernAtlas (BA)
Amtliche Online-Gewässerkarte mit passendem Ausschnitt und den hier benutzten Layern: Lauf und Einzugsgebiet der Girnitz

Allgemeiner Einstieg ohne Voreinstellungen und Layer: BayernAtlas der Bayerischen Staatsregierung (Hinweise)
1. 1 2 3  Höhe nach blauer Beschriftung auf dem Hintergrundlayer Amtliche Karte.
2. 1 2  Höhe abgefragt auf dem Hintergrundlayer Amtliche Karte (Rechtsklick).
3. ↑  Höhe nach schwarzer Beschriftung auf dem Hintergrundlayer Amtliche Karte.
4. ↑  Seefläche abgemessen auf dem Hintergrundlayer Amtliche Karte.
5. 1 2  Länge abgemessen auf dem Hintergrundlayer Amtliche Karte.
6. ↑  Einzugsgebiet abgemessen auf dem Hintergrundlayer Amtliche Karte.

### Gewässerverzeichnis Bayern (GV)
1. 1 2  Länge nach: Verzeichnis der Bach- und Flussgebiete in Bayern – Flussgebiet Naab, Seite 24 des Bayerischen Landesamtes für Umwelt, Stand 2016 (PDF; 4,0 MB) (Seitenzahl kann sich ändern.)
2. 1 2  Einzugsgebiet nach: Verzeichnis der Bach- und Flussgebiete in Bayern – Flussgebiet Naab, Seite 24 des Bayerischen Landesamtes für Umwelt, Stand 2016 (PDF; 4,0 MB) (Seitenzahl kann sich ändern.)